# Anorcota
Anorcota är ett släkte av fjärilar. Anorcota ingår i familjen fransmalar.
Kladogram enligt Catalogue of Life:
| Anorcota | \| \| Anorcota euzosta \| \| \| \| \| \| Anorcota platyxantha \| \| \| \| |
|          | \| \| Anorcota euzosta \| \| \| \| \| \| Anorcota platyxantha \| \| \| \| |
|          | Anorcota euzosta                                                          |
|          |                                                                           |
|          | Anorcota platyxantha                                                      |
|          |                                                                           |